# Martinswand (Ammergauer Alpen)
Die Martinswand ist eine markante Felswand mit schwach ausgeprägtem Gipfel in den Ammergauer Alpen auf dem gemeindefreien Gebiet Ettaler Forst.
Der höchste Punkt der Wand kann relativ leicht über Forstwege erreicht werden.